# MacRobertson Miller Airlines

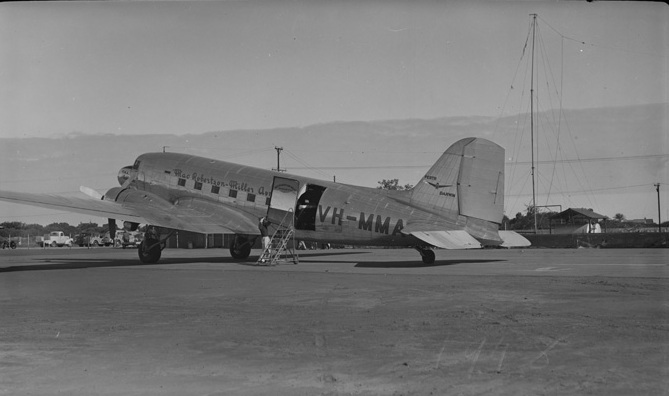
DC-3 von MMA (1948)

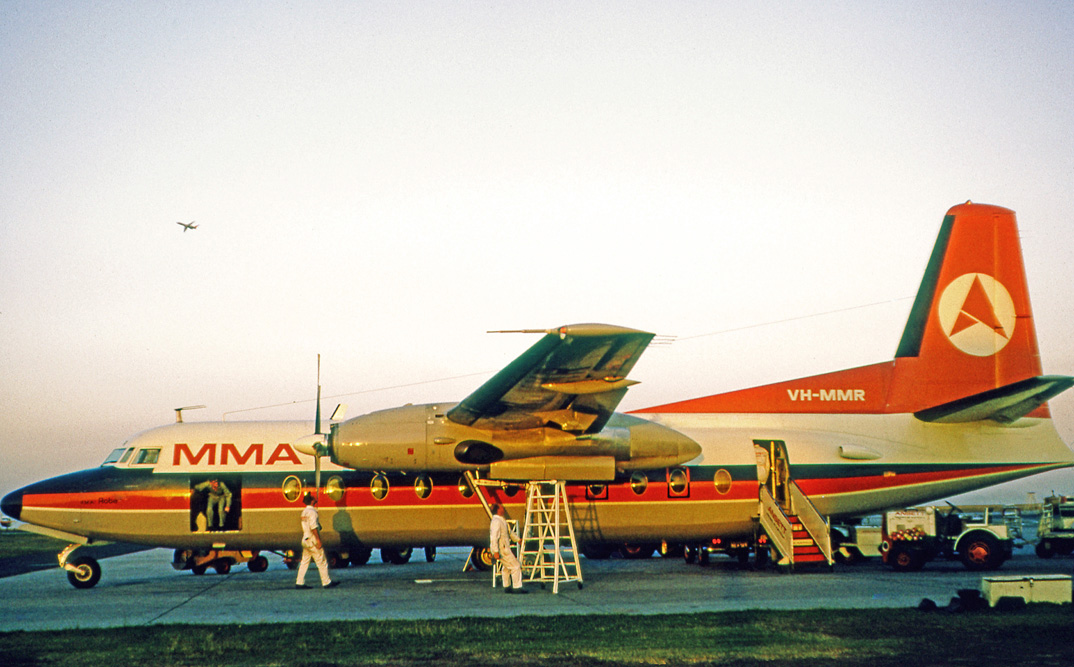
Fokker F-27 der MMA (1971)

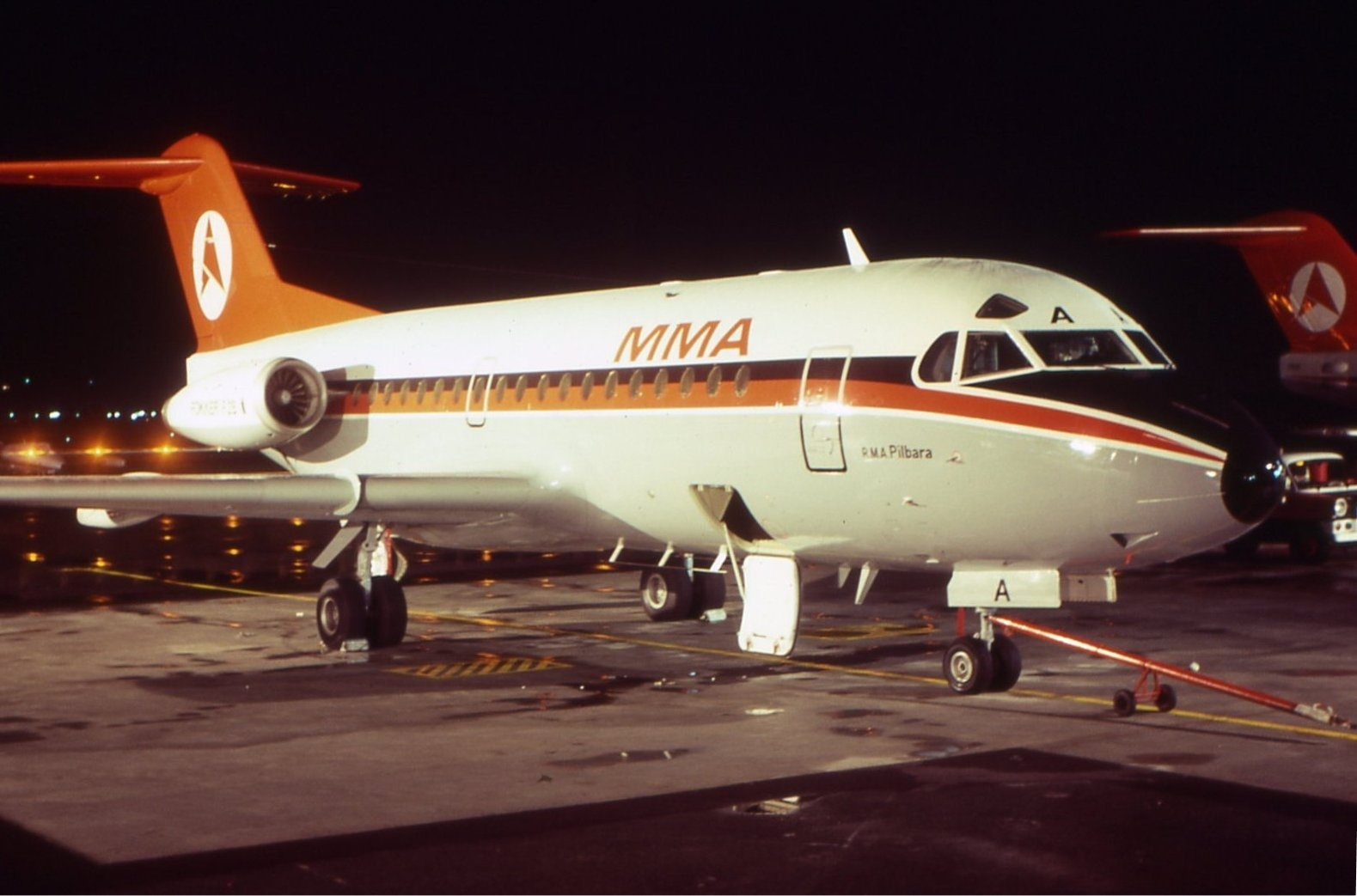
Fokker F28 der MMA (ca. 1985)

Die MacRobertson Miller Airlines (MMA) ist eine ehemalige australische Fluggesellschaft, die von 1927 bis 1993 bestand.

## Geschichte
Im Jahr 1919 kaufte der Pilot Horatio (später Horace) „Horrie“ Clieve Miller von dem britischen Unternehmen Armstrong Whitworth eine FK 8 G-AUCF und gründete die Commercial Aviation Company in Rochester im australischen Bundesstaat Victoria, die er am 8. Oktober 1920 registrierte. Sieben Jahre später wurde mit einer Airco DH.9 G-AUTH ein wöchentlicher Flug zwischen Adelaide und Mount Gambier angeboten. Ende 1927 gründete Horrie Clieve Miller zusammen mit dem Süßwarenhersteller und Millionär Sir MacPherson Robertson die „MacRobertson-Miller Aviation Co. Pty. Ltd.“. Die Registrierung erfolgte am 28. Mai 1928. Anfangs operierte die MMA zwischen Adelaide in South Australia und Broken Hill, New South Wales. Im Oktober 1934 verlegte MMA seinen Hauptsitz nach Perth, da es über die australische Regierung einen Auftrag für den Betrieb einer Nord-West-Linie erhalten hat, die zuvor von der West Australien Airways betrieben wurde.
Im Jahr 1955 fusionierten auf Wunsch der Regierung die „MacRobertson-Miller Aviation Co. Pty. Ltd.“ und die „West Australian Airlines Ltd.“ zur „MacRobertson Miller Airlines Ltd.“. Somit entstand ein Flugliniennetz von mehr als 32.000 km von westaustralischen Esperance bis nach Darwin, der Hauptstadt des Northern Territory.
Am 19. April 1963 kaufte die Ansett Transport Industries (ATI) 62 % sowie 8 % der von Miller über die Miller Investments Pty Ltd. gehaltenen Anteile der MMA. Mit 654.716 von 953.314 Aktien erreichte die ATI einem Anteil von insgesamt 70,49 %. Nötig war der Aktienverkauf, da die MMA dringend finanzielle Mittel für den Kauf der neuen Fokker F27 Friendship und die Anschaffung weiterer Düsenflugzeuge benötigte. Am 1. Juni 1963 erfolgte die Umbenennung der MMA in „MacRobertson Miller Airline Services“ und wurde als Geschäftsbereich in die ATI eingegliedert. Im Jahr 1968 übernahm die Fluggesellschaft für das eigene Firmen-Erscheinungsbild die Vorgaben der Ansett, wobei lediglich der Name Ansett durch MMA ersetzt wurde. Die Fokker F28 Friendship sowie alle anderen Flugzeuge, der Fuhrpark und die Firmenbriefbögen trugen ab dann das neue Corporate Design.
Im Jahr 1981 erfolgte erneut eine Umbenennung der MMA in „Airlines of Western Australia“. Das neue Farbschema umfasste grüne und rote Elemente und zeigte eine stilisierte Känguru-Pfote, dem floralen Emblem des Bundesstaates Western Australia. Mit dem Kauf der neuen Fokker F28 Fellowship aus der 4000er-Serie wurde dieses Design eingeführt. Peter Abeles und Rupert Murdoch haben zuvor im Zuge einer Umstrukturierung der lokalen Geschäftsbereiche die Kontrolle über die Ansett-Gruppe übernommen. Die Fluggesellschaften der Western Australia wurden 1984 in „Ansett WA“ umbenannt und übernahmen erneut die Mutterfirma. Kurz davor wurde auch das Unternehmen auch „Air WA“ genannt. Die BAe 146 trug als einzige Maschine vor dem Einstieg in den Linienverkehr diesen Namen.
Im Jahr 1993 übernahm Ansett diese Abteilung. Dies hatte zur Folge, dass beim Unternehmen MMA alle westaustralischen Wurzeln gekappt wurden. Am 14. September 2001 musste die Ansett als eine der ältesten Fluggesellschaften der Welt ihren Betrieb einstellen. Aufgrund des Terroranschlags vom 11. September 2001 stornierten die Passagiere ihre Flüge und sorgten für die Schließung des bereits angeschlagenen Unternehmens. Dieser Konkurs hatte katastrophale Auswirkungen auf den inländischen Flugverkehr, der überwiegend durch die Ansett bedient wurde.

## Flotte
Zu den frühen Flugzeugen, die von der Fluggesellschaft eingesetzt wurden, gehörten Avro Anson, De Havilland DH.84 Dragon und Lockheed Modell 10 Electra. Außerdem wurden die folgenden Flugzeuge eingesetzt:
- British Aerospace BAe 146
- DHC-6 Twin Otter
- Douglas DC-3
- eine Douglas DC-9 geleast von Ansett Australia
- Fokker F-27 Friendship
- Fokker F28 Fellowship-1000, -4000
- Vickers Viscount (geleast)

## Zwischenfälle
- Am 24. Juni 1945 stürzte eine De Havilland DH.86A Express der MacRobertson Miller Airlines (Luftfahrzeugkennzeichen VH-USF) nahe dem Flughafen von Geraldton ab. Das Flugzeug war zunächst von eben jenem Flughafen gestartet, wollte allerdings zu diesem zurückkehren. Von den elf Insassen kamen zwei ums Leben, ein Crewmitglied und ein Passagier.[4]

- Am 1. Juli 1949 (GMT) stürzte eine Douglas DC-3/C-47A-20-DL der MacRobertson Miller Airlines (VH-MME) unmittelbar nach dem Start vom damaligen Flugplatz in Guildford (Western Australia) ab und geriet in Brand. Die Maschine befand sich auf einem Linienflug nach Darwin. Alle 18 Insassen (14 Passagiere und 4 Besatzungsmitglieder) kamen ums Leben.[5]

- Am 31. Dezember 1968 zerbrach die von der Ansett ANA geleaste Vickers Viscount 720 (VH-RMQ) in der Luft. Die Maschine stürzte nach dem Abbruch der rechten Tragfläche, bedingt durch eine fehlerhafte Reparatur, 52 Kilometer südlich des Flughafens von Port Hedland (Australien) in den Urwald. Alle 26 Insassen, 22 Passagiere sowie 4 Besatzungsmitglieder, kamen ums Leben. Die Trans Australia hatte die Maschine ursprünglich gekauft.[6]

## Trivia
- Die Fokker F28 von MMA flog den längsten F28-Flug der Welt von Perth nach Kununurra. Die erste Fokker F28 von MMA wurde von Braathens S.A.F.E. aus Norwegen geleast.
- Eine Fokker F100 mit dem Luftfahrzeugkennzeichen VH-FKD wurde zunächst von der Air New South Wales gekauft, die auch als Ansett NSW oder Ansett Express bekannt war. Da diese sich für die Linien der Ansett NSW als unwirtschaftlich erwiesen hat, wurde sie auf die MMA übertragen. Dieses Flugzeug kehrte 12 Jahre später in den Bestand der Ansett NSW zurück.
- Die erste Fokker F-27, die das Luftfahrzeugkennzeichen VH-MMS trug, war die 39. Maschine aus der Fokker-Produktion. Sie war das erste Flugzeug, dass 10.000 Flugstunden erreichte. Sie flog an 5 Tagen wöchentlich durchschnittlich 15 Stunden pro Tag und steuerte einige der entlegensten Orte Australiens an.
- Die Fokker F28 Fellowship VH-FKA erreichte als erstes Flugzeug aus der Modellreihe mehr als 30.000 Flugstunden. Bevor sie nach Perth zurückkehrte, wurde sie von der Fluggesellschaft aus New South Wales erneut angefordert. Nach über 60.000 Flugstunden wurde die Maschine am 26. Mai 1995 außer Betrieb genommen und im Januar 1996 am Flughafen Tullamarine verschrottet.

- Im Dezember 1974 unterstützte die MMA mit einer Fokker F28 die Evakuierung von Darwin nach Cyclon Tracy. Dabei transportierte eine F28-1000 128 Personen, wovon der Großteil aus Kindern bestand, nach Perth. Die meisten Flugzeuge haben 80 Personen evakuiert, obwohl nur 60 Passagiere erlaubt sind. Die MMA konnte mit ihren F28 1.250 Menschen aus Darwin evakuieren.
- Die einheimischen Westaustralier bezeichneten die MMA liebevoll als „Mickey Mouse Airlines“.
- Die Hauptstraße , die vom Flughafen Perth zum internationalen Terminal 1 führt, ist nach Horrie Miller benannt.
- Die MMA nutzte die Namen der westaustralischen Flüsse als Flugzeugbezeichnungen. Dies spiegelte sich auch in den letzten Buchstaben der Luftfahrzeugkennzeichen wider. Die Fokker F-27 hatte die Bezeichnung „RMA SWAN“, die Zulassung lautete „VH-MMS“, ein weiteres Beispiel ist die „RMA ROBE“ mit „VH-MMR“. Ausnahme war die „VH-MMU“, die als Taufnamen „RMA MABUHAY“ erhielt. Diese Maschine wurde von der philippinischen Fluggesellschaft geleast und bedeutet in einem der philippinischen Dialekte „Willkommen“.
- Die Typenreihe der F28 wurden nach den Regionen Westaustraliens benannt, als Beispiele sind Pilbara, Kimberley und Goldfields zu nennen. Der Eintrag „FK“ weist auf den Flugzeughersteller Fokker hin. Ein späteres Modell wurde nach dem Gründer der Fluggesellschaft Horrie Miller benannt.